# Годекан

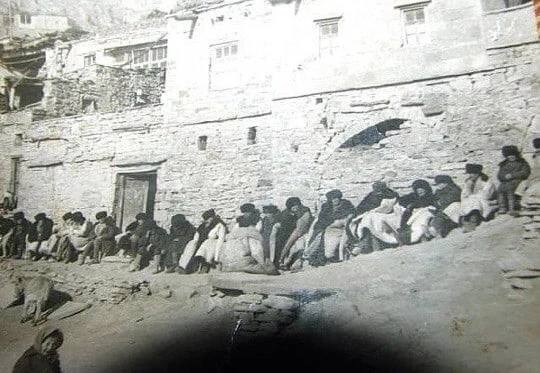
Годекан Ламуй Ккурчlа, селение Кули (Кулинский район)

Годека́н, реже гудека́н (из авар. годекӏан «годекан, место сходок в ауле») — общественный центр в селе у народов Кавказа (преимущественно Дагестана): специальная площадь, на которой собирается взрослое мужское население для проведения досуга и обсуждения насущных проблем.

## Определения
В этнографической и популярной литературе годекан определяется как «место на площади возле мечети, где собираются сельчане на досуге»; «специальная площадь в ауле, на которой собиралось на беседу и совет мужское население»; «общественная площадь, как правило, в наиболее удобной части аула»; «место сбора для бесед»; «центральная площадь у народов Кавказа, место общинного схода»; «место, где мужчины села издревле собираются и обсуждают злободневные и не очень темы»; «центр селения, где собираются мужчины».

## Социальные функции
На годекане происходила «не только административная, но и вся общественная жизнь, включая свадебные торжества», «вся публичная жизнь общества, начиная с ремесленной деятельности, торговли и кончая спортивными состязаниями и народными собраниями». Годекан — это «своего рода клуб, трибуна, своеобразная школа», где «обсуждались все сельские новости и дела». Женщинам приходить сюда не полагалось. У годекана могли устраиваться игры и спортивные состязания для детей. Посещая годекан, младшие учились уважать старших и чтить традиции предков. Человек, впервые попавший в село, в первую очередь шёл на годекан, при этом в случае, если пришедшего никто не забирал с годекана, старейшина определял его гостем в какой-либо дом.
Иногда над годеканом устраивался широкий навес и сидения под ним.
У некоторых народов, в частности андийских и цезских, в селе могло быть несколько годеканов, при этом главный обычно находился у мечети. Так, у ботлихцев сохранились воспоминания о том, что когда-то каждый тухум (род) жил в своём квартале и имел свой годекан (а также собственную башню, кладбище и своего старейшину), однако в XIX в. тухумные кварталы и тухумные годеканы уже не сохранились. У табасаранцев главный годекан («гим») обычно находился возле кузницы, позже около мечети; каждый тухум мог иметь свой годекан, который располагался у ворот дома главы тухума. Несколько годеканов в одном селе бывало и у агульцев.
Ю. Ю. Карпов и Е. Л. Капустина отмечают, что в переселенческих посёлках на равнине годеканов, как правило, не бывает, хотя и существуют неофициальные форумы (обычно возле мечети, как и в горном ауле); такие места не называют годеканом, «очевидно, по причине крайне серьёзного отношения к традиционному годекану как важному атрибуту институциональных основ джамаата (общины)».
При том, что годекан являлся сугубо мужским пространством, куда не пускали женщин, а сами они обходили его стороной, в горных селениях имелись и места каждодневных сборов женщин — обычно родник или общественная печь. Иногда существовали и так называемые «женские годеканы», например, в виде скамьи, где в свободное от работ время собирались женщины или даже в виде специального помещения, куда женщины приходили в зимний период.

## Использование в названиях
Слово «годекан» используется в Дагестане при обозначении некоторых видов собраний. Так, «годеканом бизнесменов» называют регулярные собрания бизнес-сообщества Махачкалы.
С января 2005 года в Дагестане выпускается иллюстрированный детский журнал на русском языке «Детский годекан», а с марта 2015 года в республиканской газете «Зори Табасарана» на русском языке выходит двухполосная газета в газете «Годекан». В 1990 году был создан фольклорный ансамбль «Годекан» под руководством М. Г. Магомедова.
В селе Ингиши (Гумбетовский район) имеется улица Годекан.